# Ivan Khomoutov
Pour les articles homonymes, voir Khomoutov.
Ivan Pavlovitch Khomoutov (en russe : Иван Павлович Хомутов) (né le 11 mars 1985 à Saratov en URSS) est un joueur professionnel russe de hockey sur glace.

## Carrière
En 2004, il débute en Pervaya Liga avec le HK CSKA Moscou 2. Il rejoint ensuite l'Elemash Elektrostal en Vyschaïa liga.
Il est choisi en 2003 par au cours du repêchage d'entrée dans la Ligue nationale de hockey par les Devils du New Jersey en 3e ronde, en 93e position. Également sélectionné par les Knights de London en 15e position au cours du repêchage européen de la Ligue canadienne de hockey, il part tenter l'aventure en Amérique du Nord. Après une saison dans la Ligue de hockey de l'Ontario embellie par la victoire de la Coupe J.-Ross-Robertson, il passe professionnel avec les River Rats d'Albany de la Ligue américaine de hockey. Par la suite assigné aux Devils de Lowell, il ne parvient pas à franchir la marche qui le sépare de la LNH. En 2008, il revient au CSKA Moscou qui joue dans une nouvelle compétition en Eurasie, la Ligue continentale de hockey.

## Statistiques
| Saison    | Équipe                      | Ligue         |    | Saison régulière | Saison régulière | Saison régulière | Saison régulière | Saison régulière |   | Séries éliminatoires | Séries éliminatoires | Séries éliminatoires | Séries éliminatoires | Séries éliminatoires |
| Saison    | Équipe                      | Ligue         | PJ | B                | A                | Pts              | Pun              | PJ               | B | A                    | Pts                  | Pun                  |                      |                      |
| 2001-2002 | HK CSKA Moscou 2            | Pervaïa liga  | 30 | 11               | 8                | 19               | 14               | -                | - | -                    | -                    | -                    |                      |                      |
| 2002-2003 | Elemach Elektrostal         | Vyschaïa liga | 20 | 1                | 1                | 2                | 8                | -                | - | -                    | -                    | -                    |                      |                      |
| 2003-2004 | Knights de London           | LHO           | 40 | 9                | 12               | 21               | 25               | 15               | 3 | 1                    | 4                    | 7                    |                      |                      |
| 2004-2005 | River Rats d'Albany         | LAH           | 66 | 6                | 11               | 17               | 30               | -                | - | -                    | -                    | -                    |                      |                      |
| 2005-2006 | River Rats d'Albany         | LAH           | 60 | 9                | 20               | 29               | 44               | -                | - | -                    | -                    | -                    |                      |                      |
| 2006-2007 | Titans de Trenton           | ECHL          | 5  | 0                | 1                | 1                | 2                | -                | - | -                    | -                    | -                    |                      |                      |
| 2006-2007 | Devils de Lowell            | LAH           | 3  | 1                | 1                | 2                | 2                | -                | - | -                    | -                    | -                    |                      |                      |
| 2007-2008 | Devils de Lowell            | LAH           | 72 | 13               | 19               | 32               | 53               | -                | - | -                    | -                    | -                    |                      |                      |
| 2008-2009 | HK CSKA Moscou              | KHL           | 46 | 9                | 8                | 17               | 32               | 7                | 1 | 0                    | 1                    | 4                    |                      |                      |
| 2009-2010 | Avtomobilist Iekaterinbourg | KHL           | 17 | 0                | 5                | 5                | 14               | -                | - | -                    | -                    | -                    |                      |                      |
| 2010-2011 | Kristall Saratov            | VHL           | 17 | 0                | 5                | 5                | 14               | -                | - | -                    | -                    | -                    |                      |                      |
| 2011-2012 | Lada Togliatti              | VHL           | 8  | 0                | 2                | 2                | 4                | -                | - | -                    | -                    | -                    |                      |                      |
| 2011-2012 | HK Kompanion Kiev           | PHL           | 25 | 22               | 27               | 49               | 18               | -                | - | -                    | -                    | -                    |                      |                      |
| 2012-2013 | HK Kompanion Kiev           | PHL           | 13 | 1                | 7                | 8                | 6                | -                | - | -                    | -                    | -                    |                      |                      |
| 2012-2013 | HK Berkout Kiev             | PHL           | 17 | 5                | 8                | 13               | 7                | -                | - | -                    | -                    | -                    |                      |                      |
| 2013-2014 | Dunaújvárosi Acélbikák      | MOL Liga      | 4  | 1                | 2                | 3                | 6                | -                | - | -                    | -                    | -                    |                      |                      |